# Cacodaemon bakeri
Cacodaemon bakeri là một loài bọ cánh cứng trong họ Endomychidae. Loài này được Strohecker miêu tả khoa học năm 1957.